# Ligaya Perez
Ligaya D. Perez (Gapan, 18 mei 1924 - 7 november 2001) was een Filipijns schrijver, columnist en redacteur.

## Biografie
Ligaya Perez werd geboren op 18 mei 1924 in Gapan in de Filipijnse provincie Nueva Ecija. Perez studeerde optometrie aan de Centro Escolar University en de University of the Philippines. Nadien werkte ze als optometrist. Ze werd echter bekend door haar werk als schrijver. 
Perez schreef diverse romans, korte verhalen en essays. Daarnaast schreef, produceerde en regisseerde ze drama voor de Filipijnse radio en TV. Zo schreef ze de serie Mag-Asawa'y Di Biro voor de TV. Ook was ze actief als redacteur en columnist voor diverse Filipijnse nationale kranten en de Philippines Free Press. Ze was een voorvechtster voor het gebruik van Tagalog in de Filipijnse media.
Perez ontving diverse prijzen voor haar werk. Zo werd ze in 1938 op 14-jarige leeftijd onderscheiden door Philippines Free Press met een gouden medaille als beste essayist van de Filipijnen. Ook ontving ze de Maharnilad Award, 4th Centenial Award voor Literatuur in 1971, de Balagtas Award voor dichtkunst, de Republic Day Award voor literatuur in 1977 en de Panitik Award voor Literatuur in 1990.
Perez overleed in 2001 op 77-jarige leeftijd.